# Stratospongilla bombayensis
Stratospongilla bombayensis är en svampdjursart som först beskrevs av Carter 1882.  Stratospongilla bombayensis ingår i släktet Stratospongilla och familjen Spongillidae. Inga underarter finns listade i Catalogue of Life.